# Parafia Przeniesienia Relikwii św. Mikołaja w Rzeszowie
Parafia Przeniesienia Relikwii św. Mikołaja – parafia prawosławna w Rzeszowie, w dekanacie Przemyśl diecezji przemysko-gorlickiej.
Na terenie parafii funkcjonuje 1 cerkiew:
- cerkiew Przeniesienia Relikwii św. Mikołaja z Miry Licejskiej do Bari w Rzeszowie – parafialna

## Historia
Początki prawosławia na Rzeszowszczyźnie sięgają co najmniej XV wieku i mają związek z osadnictwem ludności ruskiej na tych terenach. Z zapisków Sądu Grodzkiego w Przemyślu wynika, że w 1499 w obrębie Rzeszowa istniały 3 cerkwie i 2 monastery, z których jeden był pod wezwaniem św. Mikołaja. Od 1580, wskutek działalności zapoczątkowanej przez kasztelankę przemyską Katarzynę Wapowską, prawosławie w Rzeszowie zaczęło zanikać.
Odnowienie wspólnoty prawosławnej nastąpiło dopiero w 2004, kiedy to w Rzeszowie rozpoczęła działalność placówka filialna przemyskiej parafii Zaśnięcia Bogurodzicy. Początkowo nabożeństwa celebrowano w prywatnych domach; pierwszym duszpasterzem był dojeżdżający z Przemyśla ks. Jerzy Mokrauz. W 2007 wzniesiono przy ulicy Cienistej prowizoryczną drewnianą 3-kopułową cerkiew pod wezwaniem Przeniesienia Relikwii św. Mikołaja z Miry Licejskiej do Bari (poświęconą 8 września tegoż roku). 10 października 2009 ordynariusz diecezji przemysko-nowosądeckiej arcybiskup Adam (Dubec) erygował samodzielną parafię w Rzeszowie, której proboszczem został ks. Dariusz Bojczyk. We wrześniu 2010 rozpoczęto budowę murowanej cerkwi (wzorowanej architektonicznie na katedrze Świętej Trójcy w Gorlicach). Nowa świątynia została konsekrowana przez metropolitę Sawę 7 września 2013. Obecnie trwają prace wykończeniowe wewnątrz cerkwi (m.in. rozpisywanie fresków), a także budowa domu parafialnego.

## Wykaz proboszczów
- od 2009 – ks. Dariusz Bojczyk